# NGC 1297
NGC 1297 (również PGC 12373) – galaktyka soczewkowata (SB0), znajdująca się w gwiazdozbiorze Erydanu. Została odkryta w lutym 1885 roku przez Edwarda Barnarda. Galaktyka ta należy do gromady w Erydanie.